# KV46
A tumba KV46 (acrônimo de "King's Valley #46"), no Vale dos Reis, é a tumba de Yuia e sua esposa Tuiu, os pais da rainha Tiy, a esposa de Amenófis III. A tumba foi descoberta em fevereiro de 1905 por James E. Quibell. Quibell era patrocinado por Theodore M. Davis, que publicou um relato da escavação em 1907.
Até a descoberta da tumba de Tutancâmon (KV62) essa era e mais rica e bem preservada tumba do Vale, e a primeira a ser encontradas com o maior número de itens bem conservados, dentre os quais estavam: roupas, equipamentos cosméticos, joias, instrumentos musicais, equipamento de caça e de guerra, documentos e escritos.
Localizada em uma pequena ramificação do Vale, entre duas tumbas do período raméssida (KV4 e KV3), a KV46 continha o sarcófago mais intacto sarcófago, de Yuia e Tuiu. A tumba foi saqueada na antiguidade, provavelmente durante a construção de tumbas posteriores. Após os saques a entrada da tumba foi fechada com material de refugo da KV4 e KV5 o que a deixou inacessível e protegida até a sua descoberta em 1905.